# Тот, кто хочет выжить
«Тот, кто хочет выжить» (англ. Survivor Type) — рассказ американского писателя Стивена Кинга в жанрах психологического хоррора и робинзонады, впервые опубликованный в 1982 году в антологии «Ужасы». Позднее, в 1985 году, произведение вошло в авторский сборник «Команда скелетов». Сюжетная линия повествует о потерпевшем кораблекрушение хирурге-наркоторговце по имени Ричард Пайн. Главному герою, оставшемуся в одиночестве с большим количеством наркотиков, без еды и других ресурсов, приходится заниматься самоканнибализмом.
Кинг считал пришедшую к нему идею чересчур омерзительной. Он консультировался с врачом, обсуждая, как долго человек может питаться собственным телом. Даже будучи известным писателем, автор не мог долгое время добиться публикации рассказа. Литературные критики подчёркивали смелость автора, юмор и иронию, свойственную произведению, а также реалистичность описываемых событий. Более сдержанной оценке подверглись некоторые сюжетные допущения. Рассказ был дважды экранизирован в формате короткометражного фильма — в 2011 и 2012 годах, а также как эпизод телесериала «Калейдоскоп ужасов».

## Сюжет
| «                                      | Говорят, что человек — это то, что он ест. Ну что ж, если так, то я НИСКОЛЬКО НЕ ИЗМЕНИЛСЯ! | » |
| — Стивен Кинг, «Тот, кто хочет выжить» |                                                                                             |   |

Рассказ написан как дневник потерпевшего кораблекрушение и выброшенного на одинокий пустынный остров в Тихом океане хирурга Ричарда Пайна Пинцетти (англ. Richard Pine Pinzetti), который перевозил контрабандой большое количество героина. Оставшись без еды, Ричард начинает охотиться на обитающих на острове чаек. Когда над островом пролетает поисковый самолёт, Пинцетти, пытаясь привлечь его внимание, попадает ногой в щель между камнями и ломает себе лодыжку. Через несколько дней у него начинается гангрена. Ричард решает ампутировать свою ступню, в качестве обезболивающего он использует героин. Операция проходит успешно. Чем дальше продвигается повествование, тем записи становятся более разрозненными, менее разборчивыми и структурированными. Умирая от голода, он решает съесть отрезанную ногу. В дальнейшем Ричард употребляет героин уже постоянно. Вскоре он решает отрезать себе вторую ногу и съесть её. Пользуясь навыками хирурга, он постепенно отрезает себе различные части тела и ест их. В итоге Пинцетти решается отрезать пальцы рук, которыми он дорожит в течение всего рассказа.

## Создание
Однажды Стивен Кинг задумался о каннибализме. По собственному признанию, его муза «в очередной раз облегчилась у меня в голове». Он задавался вопросом, может ли человек съесть самого себя и до какого предела он дойдёт, прежде чем погибнет. Идея показалась писателю мерзкой и отвратительной, поэтому дальше размышлений дело не шло — автор не предпринимал попыток развивать и записывать их. Внезапно после того как он ел на террасе со своей женой гамбургеры, Стивен рассмеялся. Табита спросила, отчего ему так радостно, после чего он все же решился приступить к работе над этой историей. В тот момент писатель со своей семьёй жил в Бриджтоне. Кинг провел около часа, беседуя с Ралфом Дрюзом, ушедшим на пенсию доктором, который жил в соседнем доме.
Сомневаясь поначалу, что такая идея может реализоваться (годом раньше, в связи с другим рассказом, я спрашивал его, может ли человек проглотить кошку), он все-таки признал, что какое-то время человек может питаться самим собой: как и любой материальный объект человеческое тело является источником энергии. Тогда я спросил насчет шока от череды ампутаций. Его ответ с минимальными изменениями приведен в первом абзаце рассказа. Наверное, Фолкнер никогда не написал бы ничего подобного, не так ли? А я вот пишу.
Из всех своих рассказов, Кинг считал, что наиболее любимыми были самые страшные — и от того лучшие. «Тот, кто хочет выжить» заходит гораздо дальше, даже для автора. Писатель отмечал, что произведения о призраках и каннибализме относятся к табуированной тематике, чему свидетельствует реакция зрителей при просмотре «Ночи живых мертвецов» Джорджа Ромеро. В книге «Пляска смерти» писатель отмечал, что рассказ дожидался публикации больше четырёх лет и многие мужские журналы отказались его печатать: «<…> он по-прежнему лежит у меня в шкафу, ожидая подходящего дома. Но вероятно, так и не дождется». В новелле фигурируют пятнадцать персонажей. Возможно имя Ричарда Пайна является отсылкой к роману Генри Невилла «Остров Пинос». Впервые произведение было опубликовано в 1982 году в антологии «Ужасы» (англ. Terrors) под редактурой Чарльза Л. Гранта. Позже новелла вошла в авторский сборник «Команда скелетов», опубликованный издательством Viking Press:172. Кинг включил рассказ в пятерку своих самых любимых произведений. В разных переводах на русский язык рассказ называли — «Главное — выжить», «Оставшийся в живых», «Искусство выживания», «Тип, способный к выживанию». По состоянию на 1996 год произведение выдержало свыше 30 переизданий в твердом переплёте.

## Критика
По мнению журналиста Вадима Эрлихмана, рассказ, не имея типичных признаков хоррора, «по-настоящему кошмарен». Съедая себя по кусочкам, главный герой попутно рассказывает о своей жизни, раскрывая, почему сменивший профессию врача на наркоторговца человек так борется за жизнь. «С нарастающей жутью мы следим, как герой, одурманивая себя героином, по кусочку поедает собственное тело<…> Здесь Кинг вызывает у читателя самый примитивный страх, основанный на отвращении». Автор подчёркивал, что в небольшом рассказе достоверность происходящего важнее, чем в романе. Кристофер Леман-Хаут, обозреватель The New York Times, подчёркивал контраст между разными произведениями сборника, и считал, что в рассматриваемом рассказе «Стивен Кинг хотел посмотреть, что может сойти ему с рук». Другой критик газеты, Сьюзен Боулоутайн, считала историю эффектной, но глупой. Манера написания могла бы свести с ума как Фрейда, так и читателей, если бы Кинг не дистанцировался от своего материала юмором, самосознанием и иронией.
Доун Херрон считал историю шагом за пределы типичной плохой концовки, что он классифицировал как «безжалостный ужас». Рассказ больше напоминает реально описываемые события. В центре действия — мужчина на атолле, вынужденный пожирать себя, чтобы остаться в живых. «Тот, кто хочет выжить» является хорошим показателем того, что массовый рынок всё же тяготеет к подобным историям, на радость преданным поклонникам такого рода вещей. Херрон причислял рассказ к числу лучших в сборнике «Команда скелетов», наряду с «Короткой дорогой миссис Тодд». Стивен Спигнесси сравнивал произведение с реалити-шоу Survivor с жутким чувством юмора. По его мнению, нетрудно представить Кинга, сгорбившегося над клавиатурой и хихикающего с сумасшедшей радостью, когда он решает, какой орган Пинцетти отрежет следующим. Спигнесси отмечал наличие некоторых проблем у истории — в частности наличие героина, который играет роль анестетика. Дневниковые записи героя раз от раза становятся всё более безумными, а открытый финал заставляет задуматься, умрёт ли Ричард от потери конечностей, или от собственного сумасшествия, будет ли он просто лежать на пляже, или продолжит болтать о собственных пальцах.
Джеймс Смит, обозреватель The Guardian, называл произведение страшной историей с потенциально ненадёжным рассказчиком. Об этом свидетельствует его частичная потеря памяти и здравомыслия. Главному герою приходится применить все свои навыки врача — съев сырую птицу, ампутировав заражённую гангреной ногу, а после и другие части тела, чтобы отогнать инфекцию и голод. Кинг вновь затрагивает общие, обычные страхи. «Кто не задавался вопросом, что может случиться, если потерпеть кораблекрушение? Кто не задавался вопросом, как далеко человек пойдёт, чтобы выжить? Но тот факт, что Кинг толкает историю, так далеко, как он делает — без счастливого финала, без спасения в последнюю минуту, только распаляет ужас». Пол Элкон считал рассказ тем редким случаем, когда тематика каннибализма раскрывается от первого лица, со временем переходящей в галлюцинаторную форму. В повествовании Пайн предстаёт как неприятный, фанатичный, агрессивный карьерист с уголовными наклонностями. Другие критики характеризовали его как готичного сумасшедшего учёного и Робинзона Крузо XX века. Кинг намеренно вводит отвращение к этому герою, чьи навыки хирурга обеспечивают правдоподобность истории. «„Тот, кто хочет выжить“ может испортить ваш следующий визит в кондитерскую, и тем не менее, предлагает пищу для размышлений о фанатизме и карьеризме в конкурентном обществе».
Дэвид Файннис, рецензент веб-сайта Examiner.com к положительным чертам рассказа приписывал отсутствие люков, колёс, временных искажений и дымного монстра. «Тот, кто хочет выжить» — это история одного человека, оставшегося наедине со своими мыслями. Отсутствие еды толкает главного героя к отчаянным мерам. Цепь событий, передаваемая благодаря дневниковым записям, даёт полноценное представление о личности Ричарда Пайна и его жизни. Окончание приносит большее удовлетворение, чем финал близкого по тематике сериала «Остаться в живых». Формат истории и её стиль, сформировавшийся ещё в восьмидесятых, стали мейнстримом. Рассказ, наполненный реализмом, призван дать отдых читателю от историй со сверхъестественными сюжетами. Дженнифер Браун писал, что история исследует идею адаптивности человека к обстоятельствам. Пинцетти, будучи итальянским эмигрантом в Америке, адаптируется к своему окружению, радуется, когда умирает его отец, получает спортивную стипендию в медицинской школе, несмотря на ненависть к футболу. Мыслительный процесс Пайна, хоть и притупленный героином, по существу, представляет его чувство бытия. Желание выжить преодолевает агонию. Его вера основана на простой мысли: «Каждый мудак знает, как умереть. Вопрос в том, как выжить».

## Адаптации
История была дважды экранизирована в формате короткометражного фильма — в 2011 и 2012 годах. В первом фильме Ричарда воплотил Йенс Расмуссен, режиссировал картину Крис Этридж. Деньги на съёмки собирались через Kickstarter. Расмуссен, будучи большим поклонником писателя, читал рассказ ещё в подростковом возрасте. Он называл его тревожным и ужасающе ярким. Во втором фильме главную роль исполнил Гидеон Эмери, известный благодаря озвучиванию компьютерных игр и ролям в сериалах «24 часа», «C.S.I.: Место преступления Нью-Йорк» и «Чёрная метка». Режиссёром выступил Билли Хэнсон, уроженец штата Мэн. Мировая премьера состоялась в Театральной компании Пенобскот. Экранизация Хэнсона была хорошо принята критиками. Права на адаптацию были проданы за 1 доллар.
Рассказ также был экранизирован в телесериале «Калейдоскоп ужасов» в 2019-м году через стилизованную анимацию.